# Gerador termoelétrico de radioisótopos

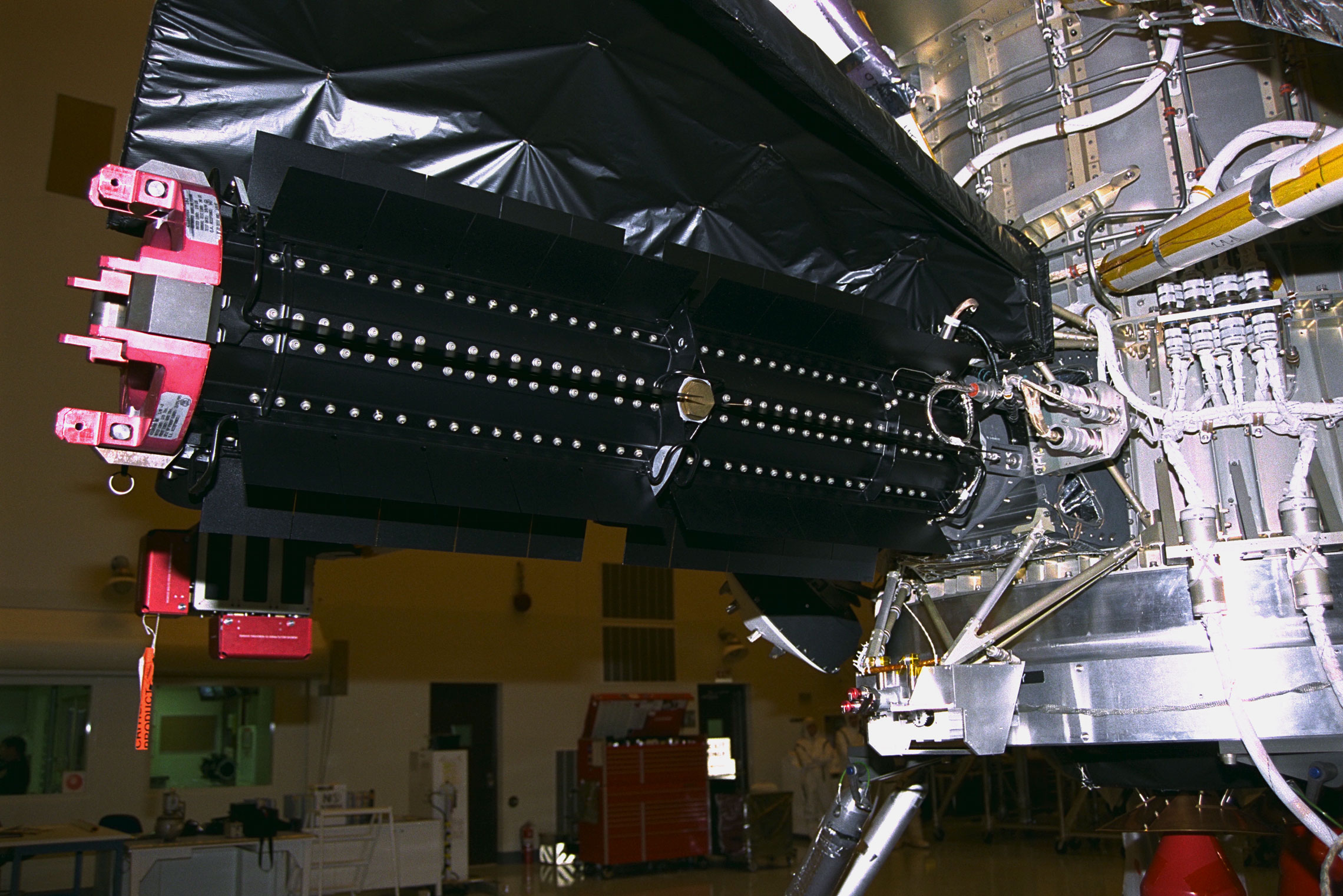
Imagem do gerador termoelétrico de radioisótopos da sonda Cassini

Um gerador termoelétrico de radioisótopos é um simples equipamento gerador de eletricidade que obtém a sua energia através do decaimento radioativo.
Este equipamento liberta calor através de um grupo de materiais radioativos que são convertidos em eletricidade fazendo uso de um conjunto de termopares (par térmico ou sensores termoelétricos de temperatura).
O gerador termoelétrico de radioisótopos pode ser considerado um tipo de bateria e tem sido utilizado como fonte de energia para satélites e naves espaciais além de outros artefatos espaciais não tripulados.
Este gerador é utilizado quando é necessário o fornecimento de potência de até algumas centenas de watts por longos períodos de tempo, onde células solares, baterias ou outros tipos de geradores não são capazes de fornecer esta potência de forma economicamente viável.

## Projeto
O projeto de um gerador termoelétrico de radioisótopos é relativamente simples quando comparado com a tecnologia nuclear. O principal componente é um recipiente onde está contido o material radioativo (o combustível). Sensores termoelétricos de temperatura são colocados nas paredes do recipiente e a parte externa é conectada a um dissipador de calor.
Os sensores termoelétricos de temperatura (termopar) são equipamentos que convertem diretamente a energia térmica em elétrica utilizando o efeito Seebeck.
O decaimento da radioatividade produz calor que é conduzido através dos sensores termoelétricos para o dissipador de calor, gerando eletricidade. Nas sondas espaciais, onde não há atmosfera para irradiar o calor por convecção natural, utiliza-se o princípio de irradiação térmica dos corpos negros.